# I never told you what I do for a living
«I Never Told You What I Do For A Living» (en español: «Nunca te conté a qué me dedico») es la decimotercera y última canción del disco Three Cheers For Sweet Revenge, de la banda My Chemical Romance. Esta canción termina la historia conceptual de este álbum. El hombre de la pareja está muy cerca de matar al último hombre y poder ver a su amada, pero al parecer, el diablo lo traiciona, y los mata a los dos justo a lo último. Entonces, finalmente ellos se encuentran en el infierno.
Un demo de la canción fue lanzado en el DVD Life On The Murder Scene, en 2006. Esta versión contiene una letra diferente, pero la estructura de la canción es la misma. El demo fue grabado en 2003.